# Oranje-Nassau I

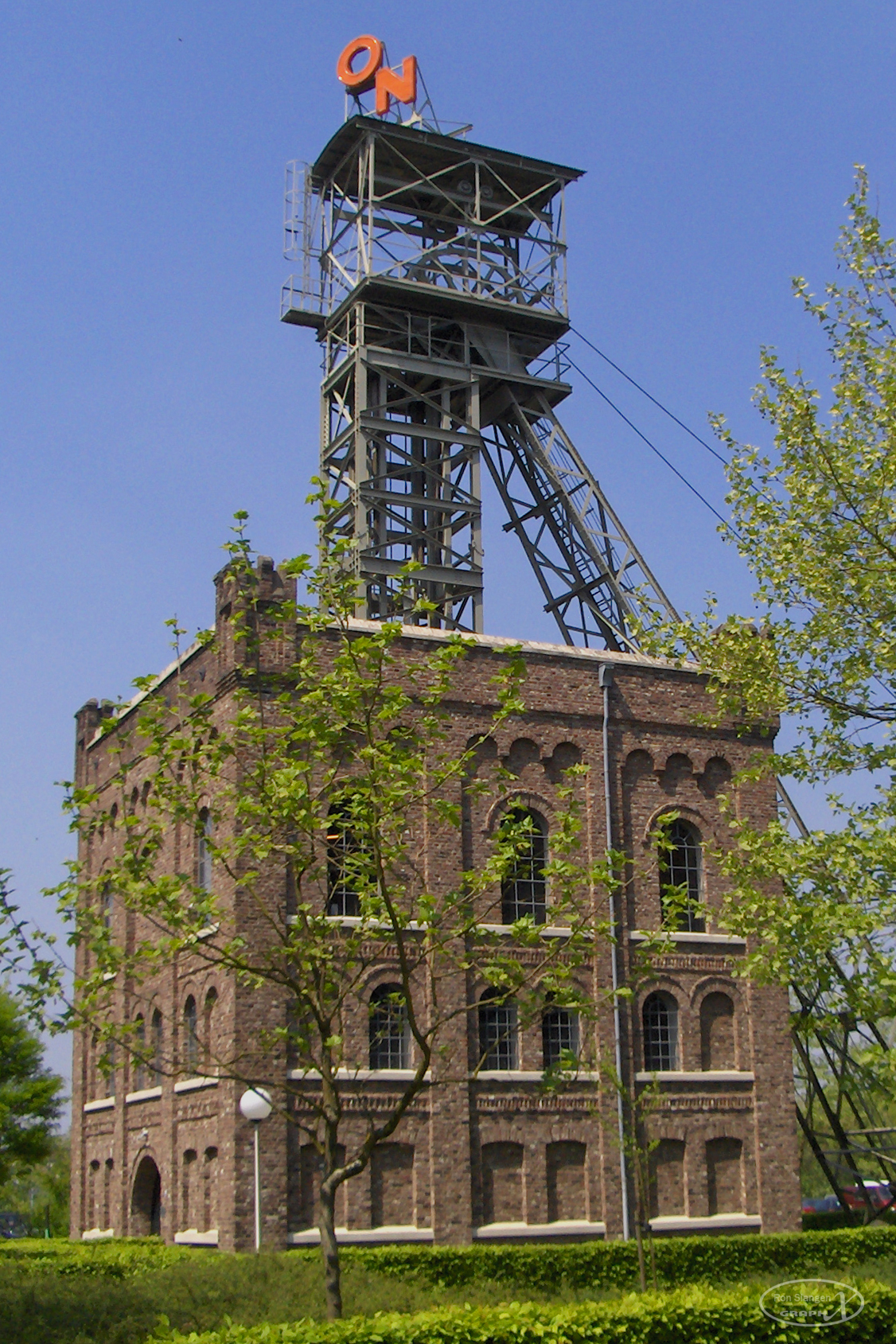
Schachtgebäude und Fördergerüst der Zeche Oranje-Nassau I

Oranje Nassau I (ON-I) war ein Steinkohlebergwerk in Heerlen in der niederländischen Provinz Limburg und eine von vier Zechen der N.V. Maatschappij tot Exploitatie van Limburgsche Steenkolenmijnen Oranje-Nassau.

## Geschichte
Bereits vor 1870 wurde festgestellt, dass sich unterhalb Heerlens ab 40 Metern Tiefe flözführende Karbonschichten befanden. Zwei deutsche Unternehmer und Ingenieure aus dem Raum Aachen erwarben bald darauf die Konzession für den Steinkohlenbergbau im Bereich der Konzession 'Oranje-Nassau' mit rund 3600 Hektar Ausdehnung. Benannt ist sie nach dem Haus Nassau-Oranien, dem niederländischen Königshaus. Die Konzession erstreckte sich größtenteils auf den Abbau unter Heerlener Gebiet.
Da Heerlen zunächst noch keine Anbindung ans Eisenbahnnetz bot, dauerte es, bis die Zeche Oranje-Nassau I die  Produktion aufnahm. Erst 1896, als Heerlen über die von Henri Sarolea erbaute Eisenbahnlinie Sittard-Heerlen-Herzogenrath gleich an zwei Eisenbahnnetze, das niederländische und das deutsche, Anschluss fand, begann man mit dem Abteufen der ersten beiden Schächte von ON-I. Die Produktion lief 1899 an.
Der für den Eisenbahnanschluss maßgebliche Sarolea und die Brüder Friedrich und Carl Honigmann legten mit der Inbetriebnahme der ON-I den Grundstein für die größte private Bergwerksgesellschaft der Niederlande.